# Julie Brown (athlétisme)
Pour les articles homonymes, voir Julie Brown et Brown.
Julie Brown (née le 4 février 1955 à Billings (Montana)) est une athlète américaine spécialiste du cross-country et du marathon.

## Palmarès

### Championnats du monde de cross-country
- Championnats du monde de cross-country 1975 à Rabat,  Maroc
  -  Médaille d'or du cross long
  -  Médaille d'or du cross long par équipes